# لطيفة أحرار
لطيفة أحرار (مواليد 12 نوفمبر 1971) ممثلة ومخرجة أفلام مغربية، ومديرة المعهد العالي للفن المسرحي والتنشيط الثقافي منذ سنة 2022، شاركت في عدد من الأفلام والسيتكومات والأعمال المسرحية والمهرجانات، ونالت العديد من الجوائز الوطنية والدولية.

## مسيرتها

### الدراسة
ولدت لطيفة أحرار في 12 نوفمبر 1971 في مدينة مكناس من أبوين أمازيغيين من الأطلس المتوسط. اهتمت بالفن منذ مراهقتها، حيث تخرجت من المعهد العالي للفن المسرحي بالرباط عام 1995. درست لطيفة أحرار بعد ذلك في المركز النموذجي للتكوين المسرحي بمدينة الرباط. ثم تابعت دراستها في ماستر السينما الوثائقية بجامعة عبد المالك السعدي بتطوان

### المناصب
- أستاذة بالمركز النموذجي للتكوين المسرحي بمدينة الرباط[5]
- مديرة المعهد العالي للفن المسرحي والتنشيط الثقافي بالرباط سنة 2022[4][7]

## الجدل
أثارت لطيفة أحرار جدلاً في المجتمع المغربي بعد مسرحيتها "كفر ناعوم" التي ظهرت فيها بملابس السباحة سنة 2010

## أعمالها[9]

### الأفلام
- منى صابر 2001
- بزداز 2002
- ليالي بيضاء (فيلم) 2004
- مغربيات في القدس 2005
- أبواب الجنة 2006
- تمزق 2007
- زوج للكراء 2008
- الضحايا 2009
- الرجل الذي باع العالم 2010
- نساء في مرايا 2011
- تازة 2011
- عايدة 2015
- جوع كلبك 2015
- الشعيبية 2015
- باسطا / هانية 2016
- ضربة في الراس 2017
- واحة المياه المتجمدة 2024
- سبع ليالي 2022
- هلا مدريد فيسكا بارصا 2019
- حياة 2017

### سيتكومات
- نسيب الحاج عزوز (2009).
- بنت الناس - ضيفة شرف
- مستر سانسور - ضيفة شرف

### مسلسلات
- مسلسل من دار لدار 1996
- مسلسل السراب 1998
- مسلسل تاريخنا فخرنا
- مسلسل ساعة في الجحيم
- مسلسل البنت المذللة
- مسلسل مداولة
- نسيب الحاج عزوز 2009
- مسلسل الحرة 2016
- طريق الورد 2023
- دار السلعة 2021

### مسرحيات
- كفر ناعوم أوطو – صراط 2010

### وثائقيات
- السفر الأخير
- بنت الريح

### الإخراج
- دون كيشوح
- إمكوسا
- كفر ناعوم أوطو – صراط

## وصلات خارجية
- لطيفة أحرار على موقع IMDb (الإنجليزية)
- لطيفة أحرار على موقع أول موفي (الإنجليزية)
- لطيفة أحرار على موقع قاعدة بيانات الفيلم (الإنجليزية)
- لطيفة أحرار على موقع كينوبويسك (الروسية)
- لطيفة أحرار على موقع كينوبويسك (الروسية)